# Akinator

Akinator, the Web Genie är ett artificiell intelligens webbläsarspel och en mobilapp. Spelet går ut på att en tecknad ande ska försöka gissa vilken person eller figur spelaren tänker på. Spelet är baserad från spelet Tjugo Frågor. Spelet skapades 2007 och blev världspopulärt 2008.